# 남극해 역전순환

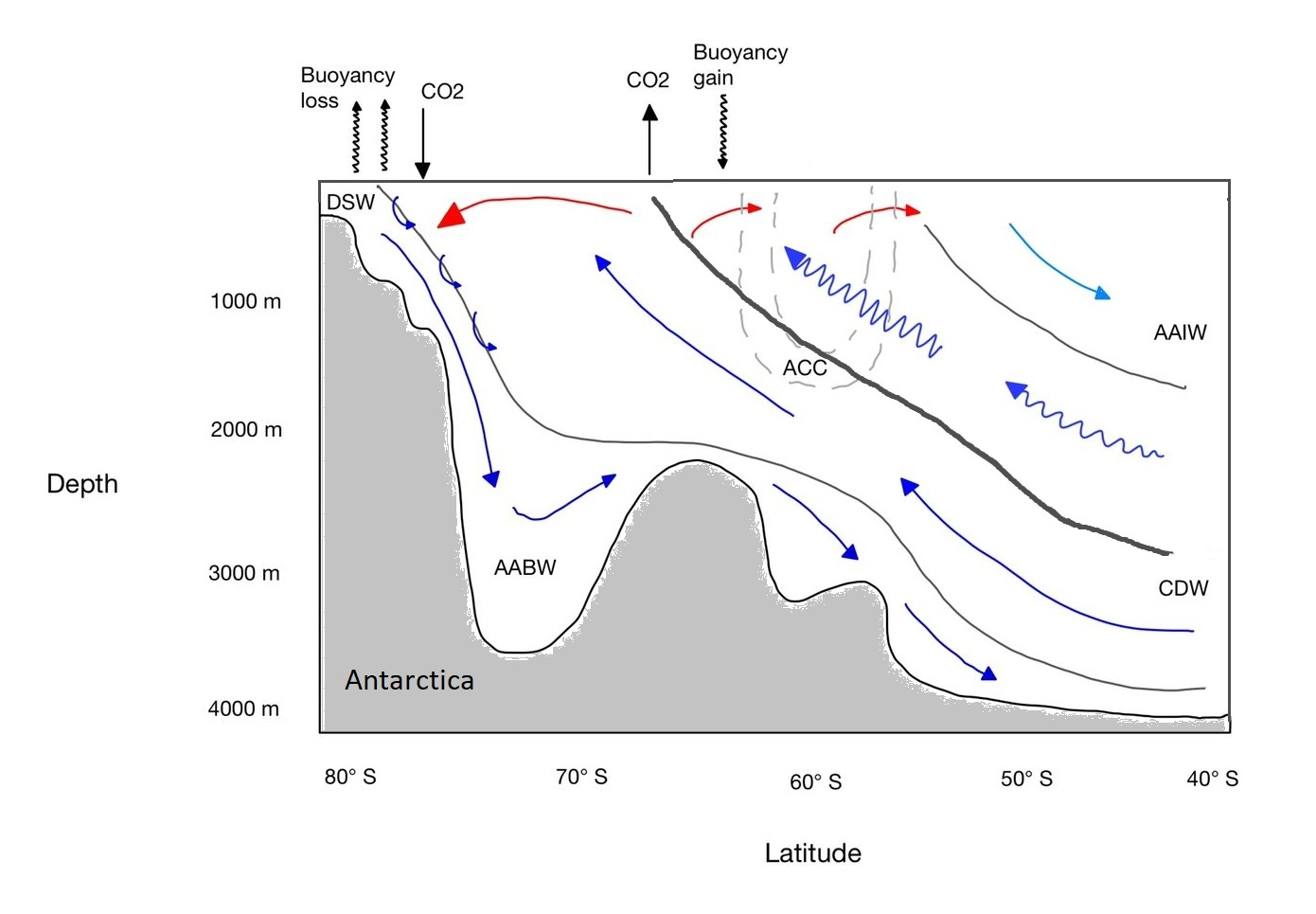
남극해 역전순환의 개략적인 개요. 화살표는 물의 움직임 방향을 가리킨다. 순환의 하부 셀은 남극순환류 (ACC) 남쪽의 용승 화살표와 부력 손실로 인한 남극 해빙 아래 남극저층수 형성으로 묘사된다. 상부 셀은 ACC 북쪽의 용승 화살표와 부력 증가로 인한 더 가벼운 남극중층수 형성으로 묘사된다.

남극해 역전순환(Southern Ocean overturning circulation, 때로는 남극 자오선 역전순환(SMOC)으로 불림) 또는 남극 역전순환(Antarctic overturning circulation)은 전 세계 대양에 걸쳐 다른 수역을 연결하는 전 지구적 열염순환의 남부 절반 해류이다. 더 잘 알려진 북부의 반대되는 해류는 대서양 자오선 역전순환(AMOC)이다. 이 순환은 특정 해류가 따뜻하고 산소가 풍부하며 영양분이 부족한 물을 심해로 보내는 (침강) 반면, 차갑고 산소가 제한되며 영양분이 풍부한 물은 특정 지점에서 위로 이동한다 (용승한다). 열염순환은 방대한 양의 따뜻하고 차가운 물뿐만 아니라 용해된 산소, 용존 유기 탄소 및 철과 같은 기타 영양소를 전 지구적으로 운반한다. 따라서 순환의 양쪽 절반은 지구의 에너지 수지와 해양 탄소 순환에 큰 영향을 미치며, 지구 기후계에서 필수적인 역할을 한다.
남극해 역전순환 자체는 상부 셀과 하부 셀의 두 부분으로 구성된다. 더 작은 상부 셀은 표면과 가깝기 때문에 바람의 영향을 가장 강하게 받으며, 더 큰 하부 셀의 행동은 남극저층수의 온도와 염분에 의해 결정된다. 최근 수십 년 동안 두 부분의 강도는 상당한 변화를 겪었다. 상부 셀의 흐름은 1970년대 이후 50~60% 증가한 반면, 하부 셀은 10~20% 약화되었다. 이는 부분적으로 태평양 십년 주기 진동의 자연적인 주기 때문이기도 하지만, 기후변화는 두 가지 경향 모두에 상당한 영향을 미쳤다. 남극환류지수 기상 패턴을 변화시켰을 뿐만 아니라, 남극해의 해양 열 함량이 엄청나게 증가하여 남극 빙상의 녹는 양이 증가했고, 이 신선한 융빙수가 염분기가 있는 남극저층수를 희석시킨다.
해안 근처에서 밀도가 높고 차가운 물의 형성이 약화되고 따뜻한 물이 해안으로 흐르는 것이 강해지면서, 표층수가 아래로 가라앉아 하층과 섞일 가능성이 낮아진다. 결과적으로 해양 층화가 증가한다. 한 연구에서는 기후변화 시나리오 중 최악의 경우 2050년까지 순환이 절반의 강도를 잃을 것이라고 제시하며, 이후에는 더 큰 손실이 발생할 것으로 예상된다. 이러한 둔화는 탄소흡수원과 열 흡수원으로서의 남극해의 중요성 때문에 전 지구적 기후에 중요한 영향을 미칠 것이다. 예를 들어, 온실 기체 배출이 크게 감소하지 않는 모든 시나리오에서 지구 온난화는 2°C에 도달할 것이지만, 언제 그렇게 될지는 전체 배출량 외에 순환의 상태에 더 크게 의존한다.
고기후학 증거는 전체 순환이 이전에 크게 약화되거나 완전히 붕괴된 적이 있음을 보여준다. 일부 예비 연구에 따르면 지구 온난화가 1.7°C에서 3°C 사이 수준에 도달하면 이러한 붕괴가 발생할 가능성이 높아질 수 있다. 그러나 다른 대부분의 기후계의 티핑 포인트 추정치보다 훨씬 불확실성이 크다. 순환의 붕괴가 가까운 미래에 시작되더라도, 2300년경까지는 완전하게 이루어지지 않을 가능성이 높다. 유사하게, 남반구의 강수 감소와 그에 따른 북반구의 증가, 또는 남극해의 물고기 어업 감소와 잠재적인 특정 해양 생태계의 붕괴와 같은 영향 또한 수백 년에 걸쳐 나타날 것으로 예상된다.

## 역학

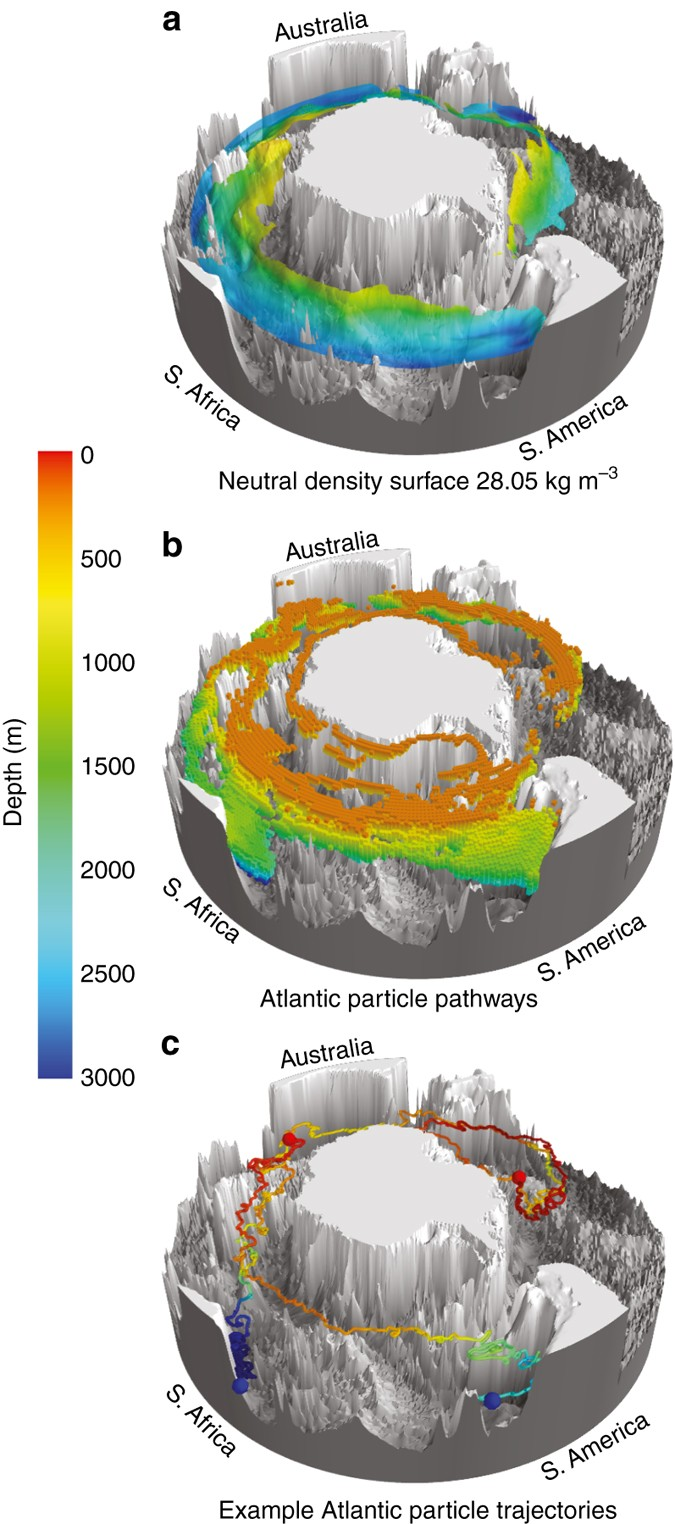
대서양과 남극 순환 사이의 연결을 닫고 내부 해양과 표면을 연결하는 남극해 분지에서의 북대서양 심층수 용승의 3D 표현. 이는 제한된 혼합과 함께 정의된 경로를 따라 일어난다.

남극해 역전순환은 용승과 침강에 의해 구동되는 남극해의 두 개의 셀로 구성된다. 상부 셀의 용승은 표면으로 올라오는 중층수와 관련이 있으며, 하부 셀의 용승은 남극 주변의 신선하고 심층수와 관련이 있다. 남극해에서는 약 27 ± 7 스베르드럽 (Sv)의 심층수가 표면으로 용승한다. 이 용승된 물은 각각 22 ± 4 Sv와 5 ± 5 Sv의 더 가벼운 물과 더 밀도가 높은 물로 부분적으로 변환된다. 이 물들의 밀도는 열과 부력 플럭스로 인해 변하며, 이는 상부 셀에서의 용승과 하부 셀에서의 침강을 초래한다.
남극해는 북대서양 침강을 북대서양 심층수의 용승으로 보상하고 내부 해양을 표면과 연결함으로써 대서양 자오선 역전순환의 폐쇄에 핵심적인 역할을 한다. 이 용승은 남극순환류 위로 부는 강한 편서풍에 의해 유도된다. 관측에 따르면 전 세계 심층수의 약 80%가 남극해에서 용승한다. 순환은 느린 과정으로, 예를 들어 북대서양 심층수가 1,000~3,500m 깊이에서 표면 혼합층으로 용승하는 데 물 질량의 절반만으로도 60~90년이 걸리며, 일부 물은 100년 이상 표면으로 이동한다.

### 상부 셀
상부 셀은 편서풍으로 생성된 흐름에 구동되며, 이는 환남극심층수 (CDW)를 표면으로 끌어올린다. 대상 풍응력은 극 근처에서 용승을 유도하고, 대상 표면풍 최대치 때문에 적도에서 침강을 유도한다. 이 바람에 의해 구동되는 순환은 디컨 셀이라고도 불리며, 남극순환류 (ACC)의 열풍류를 지지하는 물을 역전시키고 위치 에너지 저장을 생성하는 역할을 한다. 이 상부 셀 과정은 또한 에크만 수송으로도 알려져 있다.
자오선 역전류는 심해에서는 북쪽에서 남쪽으로 흐르고, 해수면에서는 남쪽에서 북쪽으로 흐른다. 표면에서는 심층수가 대기와 표면 부력의 영향을 받는다. 남반구 여름 동안 강수와 해빙의 녹음으로 인해 물이 맑아지면서 상부 셀에서는 순 부력 증가가 발생한다. 이 부력 증가는 물을 아남극모드수 (SAMW)와 남극중층수 (AAIW)와 같은 더 가볍고 밀도가 낮은 물로 변환시킨다. 역전순환에서 용승된 총 물 중 약 22 ± 4 Sv가 상부 셀에서 더 가벼운 물로 변환된다. 밀도 표면의 역전 과정은 열풍류의 사압성 불안정성을 통해 균형을 이룬다. 이 불안정성은 밀도 표면과 극으로의 수송을 평탄하게 하여 활기차고 시간 의존적인 와동 운동을 초래한다. 바람에 의해 구동되는 순환에서 얻은 위치 에너지는 와동에 의해 평탄화된다.

#### 혼합-결핍 역설
혼합-결핍 역설은 순환을 닫기 위해 밀도 높은 물이 수온약층을 통해 용승한다고 가정한다. 이를 달성하려면 수온약층에서 수직 혼합이 필요하지만, 이는 관찰되지 않는다. 대신, 침강 지역에서 온 밀도 높은 물은 하랄드 스베르드럽이 이미 언급했듯이 밀도 등경선과 거의 등온 경로를 따라 표면으로 되돌아온다.

### 하부 셀

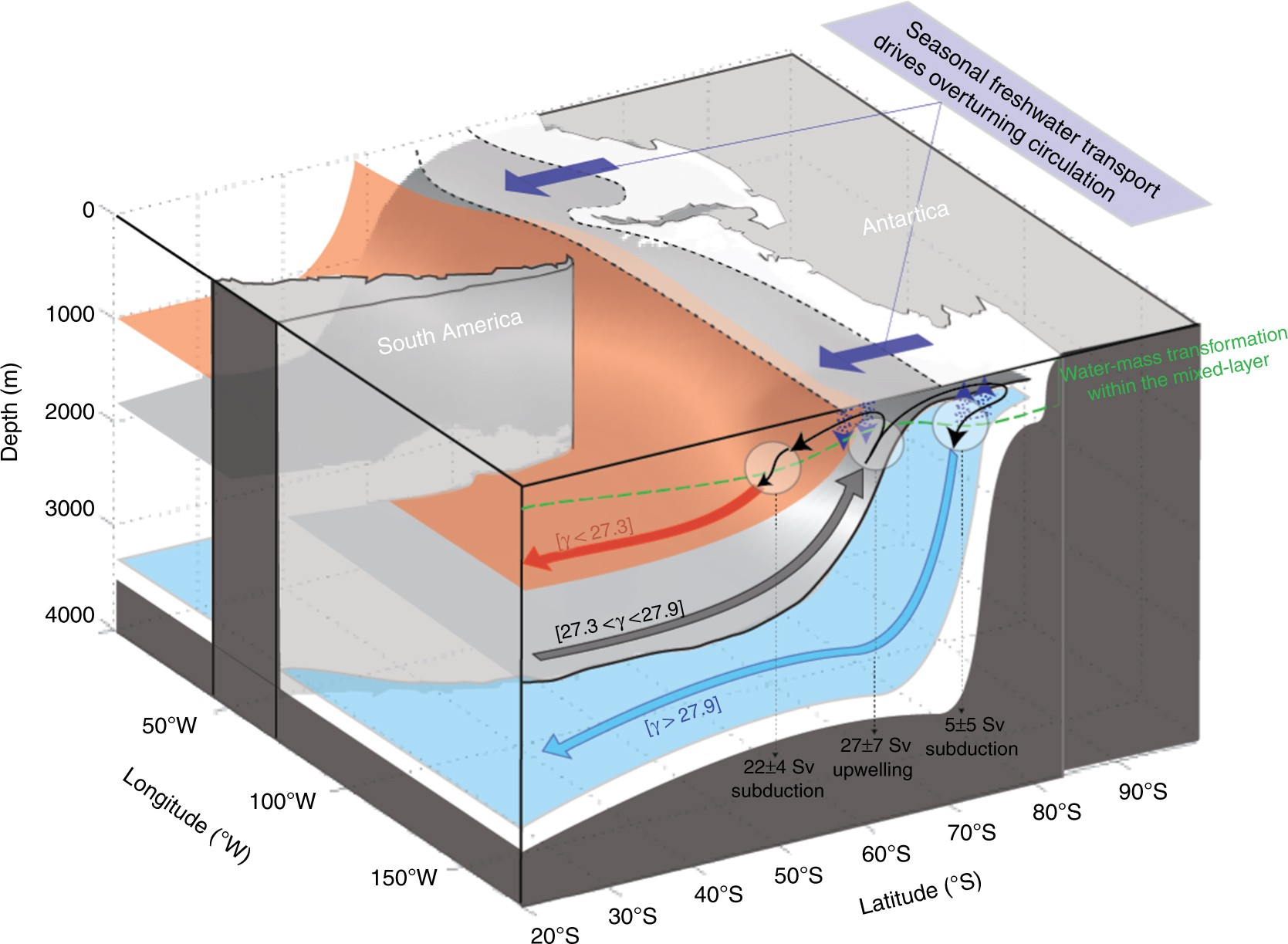
남극 빙상의 계절별 융빙수가 하부 셀 순환을 구동하는 역할.

하부 셀은 해빙 형성과 녹는 것이 중요한 역할을 하는 담수 흐름에 의해 구동된다. 해빙 형성은 브라인 배출을 동반하여 염분과 밀도가 높고 따라서 부력 손실이 발생하는 물을 생성한다. 얼음이 녹으면 담수 흐름과 대기에 노출된다. 물이 얼음으로 변하면 물에 염분이 더 많아지고 대기에 노출되는 정도가 줄어든다. 계절 변화로 인해 여름에는 부력 증가가, 겨울에는 부력 손실이 발생한다. 염분으로 가득 찬 이 차갑고 밀도 높은 물을 Dense Shelf Water (DSW)라고 한다. DSW는 로스해, 웨들해 및 남극 동해안에서 발생하는 남극저층수 (AABW)로 변환된다. 남극해 순환의 하부 셀에서 약 5 ± 5 Sv의 AABW가 형성되는데, 이는 전체 AABW 형성량의 약 3분의 1에 해당한다.

## 전 지구적 탄소 순환

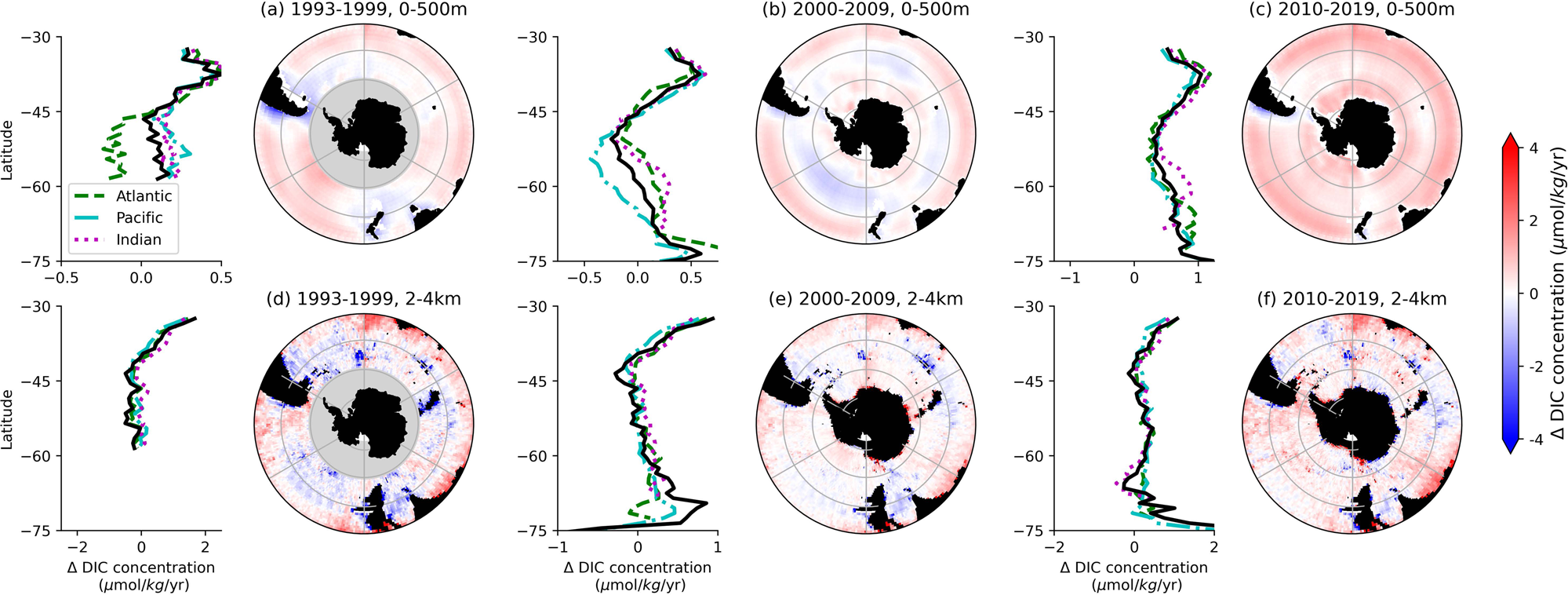
1990년대와 2000년대에는 순환을 통해 더 많은 탄소가 심해로 밀려나면서 표면의 용존 유기 탄소 농도가 감소했다. 그러나 2010년대에는 순환이 약화되면서 탄소가 아래로 이동하는 양이 줄어들었고, 그 농도가 표면 전체에서 증가하기 시작했다.

대양은 일반적으로 대기 중 이산화 탄소 농도와 평형을 이룬다. 산업 혁명 이후 대기 중 이산화 탄소 농도 증가는 대양을 순 탄소흡수원으로 만들었으며, 이는 인류 발생 배출량의 약 25%를 흡수한다. 모든 대양 중에서 남극해는 탄소 흡수에 가장 큰 역할을 하며, 단독으로 약 40%를 차지한다. 2000년대에는 일부 연구에서 기후에 의해 유도된 남반구 바람의 변화가 탄소 흡수량을 감소시키고 있다고 제시했지만, 이후 연구에서는 이 탄소 흡수원이 이전 추정치보다 약 14%에서 18% 더 강하다는 사실이 밝혀졌다. 해양 순환은 이 과정에서 매우 중요하며, 이는 수 세기 동안 존재하지 않았던 심층수를 표면으로 가져오므로 이전에 인위적 배출 과정과 접촉하지 않았다. 따라서 심층수의 용존 탄소 농도는 현대 표층수의 농도보다 훨씬 낮으며, 침강을 통해 심해로 다시 운반되기 전에 훨씬 더 많은 탄소를 흡수한다.
한편, 따뜻하고 탄소가 풍부한 심층 환남극수가 용승을 통해 표면으로 올라오는 지역에서는 대기에 노출되어 이산화탄소를 방출하며, 이는 역전순환의 탄소 흡수 효과를 부분적으로 상쇄한다. 또한 해양 용승은 철과 같은 무기 영양소를 심해에서 표면으로 가져오는데, 이는 식물성 플랑크톤이 소비하여 수를 늘리고, 해양 일차 생산성을 향상시키며, 더 많은 광합성을 통해 탄소 흡수량을 늘린다. 동시에 침강 순환은 죽은 식물성 플랑크톤과 기타 유기물을 표면에서 분해되어 이산화탄소를 대기로 방출하기 전에 깊은 곳으로 이동시킨다. 이러한 소위 생물학적 펌프는 너무 중요하여, 이 펌프가 없는 완전히 비생물적인 남극해 또한 순 이산화탄소의 공급원이 될 것이다.

## 기후 변화 영향

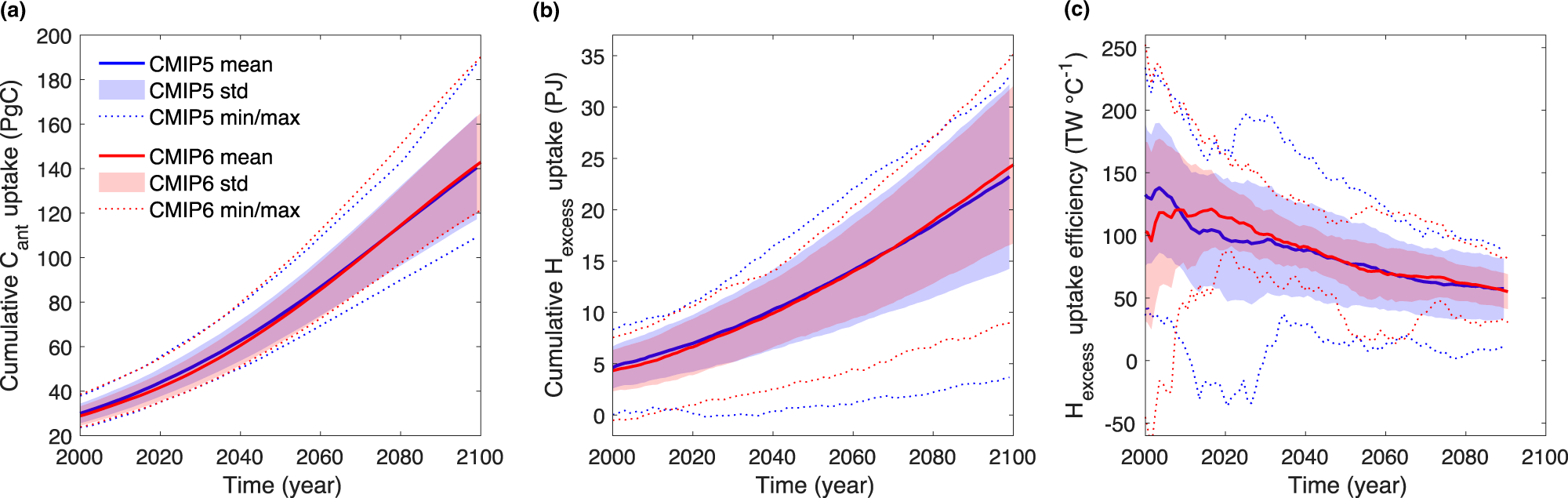
현재는 가능성이 낮다고 여겨지는 가장 강한 기후변화 시나리오 하에서도, 남극해는 21세기에도 강력한 탄소흡수원으로 기능하며 이산화 탄소 (왼쪽)와 열 (가운데)을 점점 더 많이 흡수할 것이다. 그러나 현재보다 추가 1°C의 온난화당 더 적은 비율의 열을 흡수할 것이며 (오른쪽), 배출량도 더 적은 비율을 흡수할 것이다.

인류가 배출하는 온실 기체 배출이 온난화를 증가시키면서 드러나는 기후변화가 해양에 미치는 영향 중 가장 두드러진 것 중 하나는 해양 열 함량의 증가이며, 이는 1971년 이후 전체 전 지구적 온난화의 90% 이상을 차지했다. 2005년 이후 이 증가량의 67%에서 98%가 남극해에서 발생했다. 서남극에서는 1955년 이후 해양 표층의 온도가 1°C 상승했으며, 남극순환류 (ACC)도 전 지구 평균보다 빠르게 온난화되고 있다. 이러한 온난화는 역전순환을 구성하는 따뜻한 물과 차가운 물 덩어리의 흐름에 직접적인 영향을 미치며, 남반구의 해빙 (높은 반사율을 가져 지구 표면의 알베도를 높임) 덮개와 남극 빙붕 및 주변 빙하의 질량 균형을 감소시킨다. 이러한 이유로 기후 모형은 온실 기체 배출이 크게 감소하지 않는 모든 기후변화 시나리오에서 전 지구 온난화가 2°C에 도달하는 시기가 배출량 자체 외에 다른 어떤 요인보다 순환의 상태에 더 크게 의존함을 일관되게 보여준다.
이 해수의 온난화는 남극의 얼음 손실을 증가시키고, 연간 1100–1500기가톤 (GT)의 신선한 융빙수를 더 많이 생성한다.:1240 이 남극 빙상의 융빙수는 다시 남극해와 섞여 해수를 더 신선하게 만든다. 이러한 남극해의 담수화는 해수층의 층화를 증가시키고 안정화시키며,:1240 이는 남극해 순환의 장기적 특성에 가장 큰 영향을 미친다. 남극해의 이러한 변화는 상부 셀 순환을 가속화하여 주요 해류의 흐름을 빠르게 하는 반면, 하부 셀 순환은 느려진다. 이는 염분이 높은 남극저층수에 의존하며, 2010년대의 제한적인 회복에도 불구하고 이미 담수화로 인해 약화된 것으로 관찰되었다.:1240 1970년대 이후 상부 셀은 3-4 스베르드럽 (Sv; 초당 100만 입방 미터의 흐름을 나타냄) 또는 흐름의 50-60%가 강해진 반면, 하부 셀은 비슷한 양만큼 약화되었지만, 더 큰 부피 때문에 이러한 변화는 10-20%의 약화를 나타낸다. 그러나 태평양 십년 주기 진동의 자연적인 주기 또한 중요한 역할을 했으므로 기후 변화에 의해서만 완전히 발생한 것은 아니다.

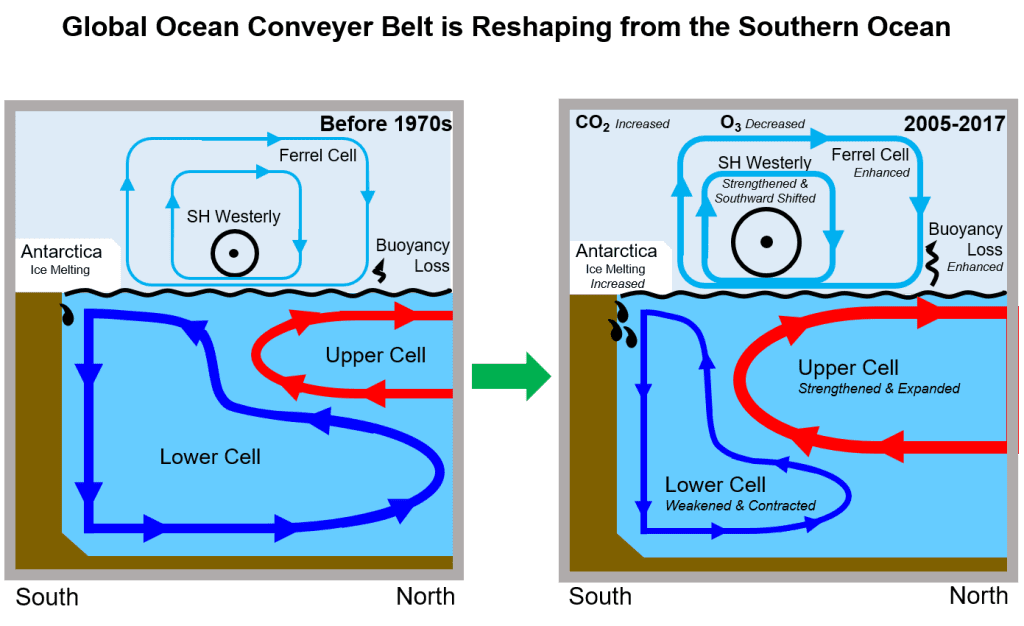
1970년대 이후 순환의 상부 셀은 강해진 반면, 하부 셀은 약해졌다.

또한, 온대 남반구 기후의 주요 통제 패턴은 남극환류지수 (SAM)인데, 이는 기후변화 (및 오존홀의 여파)로 인해 양의 위상에서 점점 더 많은 해를 보내고 있다. 이는 더 강한 편서풍으로 인해 해양 위에서 더 많은 온난화와 더 많은 강수를 의미하며, 남극해를 더욱 담수화시킨다.:1240 기후 모형은 현재 남극해 순환이 SAM의 변화에 현재와 같은 방식으로 계속 반응할지, 아니면 결국 적응할지에 대해 의견이 일치하지 않는다. 2020년대 초 현재, 가장 좋은 제한된 신뢰도 추정치는 하부 셀은 계속 약화될 것이며, 상부 셀은 21세기 동안 약 20% 강해질 수 있다는 것이다. 불확실성의 핵심 원인은 CMIP6 모델(2020년대 초 현재 가장 발전된 세대)에서도 해양 층화의 표현이 좋지 않고 일관성이 없기 때문이다. 또한, 순환 상태에 가장 큰 장기적 역할을 하는 것은 남극 융빙수이며, 남극 얼음 손실은 오랫동안 미래 해수면 상승 예측에서 가장 불확실한 측면이었다.

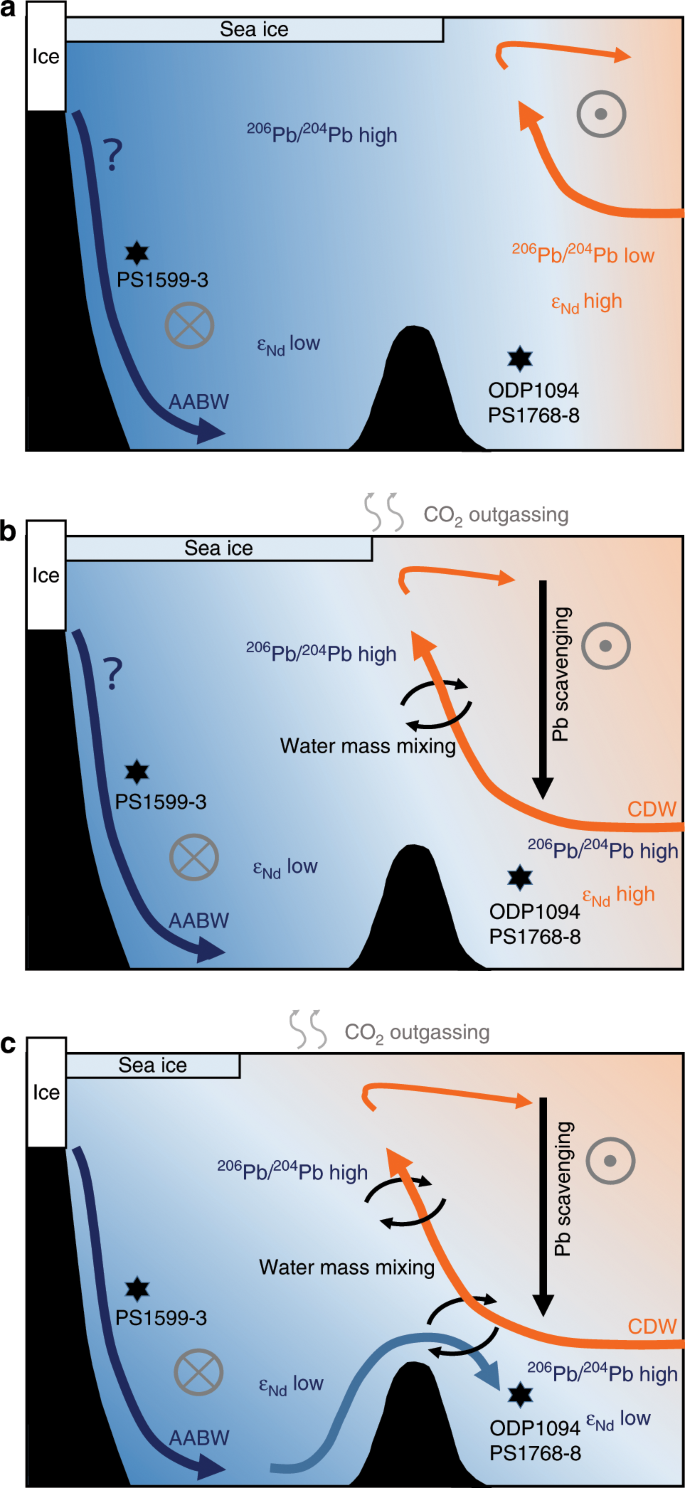
남극저층수는 최대 강도를 유지하기 위해 현재와 비슷한 온도 범위를 필요로 한다는 증거가 있다. 최종 빙기 극대기 (추운 시기) 동안에는 웨들해를 벗어날 만큼 약해서 역전순환이 현재보다 훨씬 약했다. 또한 현재보다 따뜻했던 시기에도 약했다.

대서양 자오선 역전순환 (AMOC)에도 유사한 과정이 일어나고 있으며, 이 역시 해양 온난화와 감소하는 그린란드 빙상의 융빙수 흐름의 영향을 받는다. 두 순환 모두 증가하는 온난화와 담수화에 단순히 약화되는 것이 아니라, 결국 훨씬 더 약한 상태로 완전히 붕괴될 수 있으며, 이는 되돌리기 어렵고 기후계의 티핑 포인트의 한 예가 될 수 있다. 고기후학적 증거에 따르면, 역전순환은 현재보다 따뜻하거나 추웠던 과거 시기에 현재보다 훨씬 약했다. 그러나 남반구에는 전 세계 인구의 10%만이 거주하고 있으며, 남극해 역전순환은 역사적으로 AMOC보다 훨씬 적은 관심을 받았다. 결과적으로, AMOC의 붕괴를 초래할 수 있는 지구 온난화의 정확한 수준, 그러한 붕괴가 발생할 수 있는 시간대, 그리고 그것이 초래할 지역적 영향에 대한 연구는 많지만, 2020년대 초 현재 남극해 역전순환에 대한 동등한 연구는 훨씬 적다. 1.7°C에서 3°C 사이에서 붕괴가 일어날 수 있다는 제안이 있었지만, 이 추정치는 다른 많은 티핑 포인트에 대한 추정치보다 훨씬 불확실하다.
남극해 역전순환 붕괴의 영향 또한 덜 면밀하게 연구되었지만, 과학자들은 그것이 수백 년에 걸쳐 나타날 것으로 예상한다. 주목할 만한 예는 남극저층수로부터의 영양소 손실이 해양 생산성을 감소시키고 궁극적으로 남극해 물고기 어업의 상태에 영향을 미치며, 잠재적으로 일부 물고기 종의 멸종과 일부 해양생태계의 붕괴로 이어질 수 있다는 것이다. 해양 생산성 감소는 또한 해양이 탄소를 덜 흡수한다는 것을 의미하며 (비록 21세기 내에는 아니지만), 이는 인위적 배출에 대한 궁극적인 장기적 온난화를 증가시키고 (따라서 전체 기후 민감도를 높임) 및 지질학적 시간 규모에서 온난화가 감소하기 시작하기 전까지 지속되는 시간을 연장할 수 있다. 또한 남반구 국가들, 예를 들어 오스트레일리아의 강수가 감소하고, 북반구에서는 그에 상응하는 증가가 있을 것으로 예상된다. 그러나 AMOC의 감소 또는 완전한 붕괴는 유사하지만 반대되는 영향을 미칠 것이며, 이 두 가지는 어느 정도까지는 서로 상쇄될 것이다. 두 영향 모두 기후변화가 수문 순환에 미치는 영향 및 기후변화가 어업에 미치는 영향과 함께 발생할 것이다.